# Rofiat Imuran
Rofiat Imuran, née le 17 juin 2004 à Ibadan, est une footballeuse internationale nigériane. Elle évolue actuellement au poste de défenseure avec les London City Lionesses.

## Biographie
Rofiat Imuran joue au Nigeria pour les Sure Babes, puis les Sunshine Queens, avant de rejoindre les Rivers Angels en 2020.
En 2022, elle participe à la coupe du monde des moins de 20 ans au Costa Rica, où ses performances sont remarquées. Après la compétition, elle est recrutée par le Stade de Reims, en compagnie de sa coéquipière en club et en sélection Tosin Demehin. L'entraîneure rémoise Amandine Miquel loue notamment sa vitesse et son apport offensif. Lors de la saison 2023-2024, elle contribue aux bons résultats des Rémoises en inscrivant un doublé face au Paris FC le 12 avril 2024, puis en ouvrant le score lors de la victoire face au Paris Saint-Germain le 8 mai.
Rofiat Imuran est sélectionnées avec les Super Falcons pour la coupe du monde 2023. Elle ne dispute aucune minute de la compétition.